# Olympique Club d'Alger (handball)
Maillots
La section handball de l'Olympique Club d'Alger est un club de handball algérien basé à Alger en Algérie et fondé en 1970.
Il a remporté  dix-sept titres nationaux ainsi que deux coupes d'Afrique des vainqueurs de coupe.

## Histoire
Le club a été fondé en 1970 sous le nom de CS DNC Alger (Club Sportif de la Défence Nationale pour la Coopératives d'Alger) ; il est devenu par la suite[Quand ?] l'IRB Alger (Ittihad Riadhi el-Binaâ d'Alger) ou JS Binaâ (Jil Saad  Binaa)[pas clair], quand l'Entreprise de Réalisation et Construction d'Alger (ERCA) a sponsorisé le club. En 1996, le club a pris le nom d'Olympique Club d'Alger ou OC Alger.
- nb : DNC-ANP : Moudiriyettes Taaouniyate El Djeich Al watani Al chaabi en arabe . , jil al saad lil binaa (lil en arabe ) .

## Palmarès

### Section masculine
Compétitions internationales
- Coupe d'Afrique des clubs champions
  - Finaliste : 1980, 1984
  - Troisième : 1987
- Coupe d'Afrique des vainqueurs de coupe (2)
  - Vainqueur : 1989 et 1990.
  - Finaliste : 1991, 1994 et 1999.

Compétitions régionales
- Coupe arabe des vainqueurs de coupe
  - Finaliste 2000

Compétitions nationales
- Championnat d'Algérie (7)
  - Vainqueur : 1976, 1977, 1979, 1980, 1986, 1990 et 1996.
  - Deuxième : 1975, 1978, 1987...
- Coupe d'Algérie (5)
  - Vainqueur : 1975, 1977, 1981, 1988 et 1996.
  - Finaliste : 1973, 1976, 1986, 1990, 1993, 1995, 1998, 2001, 2004.

### Section féminine
Compétitions internationales
- Coupe d'Afrique des vainqueurs de coupe
  - Finaliste : 1994 et 1999.

Compétitions nationales
- Championnat d'Algérie (3)
  - Vainqueur : 1974, 1990, 1993
  - Deuxième : ...
- Coupe d'Algérie (3)
  - Vainqueur : 1973, 1974, 1993
  - Finaliste : 1990, 1991, 1997, 1999, 2000.

## Personnalités liées de la section masculine du club

### Entraineurs
Parmi les entraineurs, on trouve :
- Ben Abed
- Saïd Bouamra
- Rabah Chebira : années 1970
- Serbou : 1974-1975
- Mohamed Fodil
- Hassen Khodja
- Farouk Ben Belkacem : années 1970/80
- Bazor
- Slimane Galizy
- Farouk Bouzrar : années 1980
- Rachid Cherih, Amoura : années 2000

### Joueurs
Parmi les effectifs, on trouve :
- 1972-1973, finaliste de la Coupe d'Algérie : Aït Salem, Hiréche, Benabed, Bouaza, Chaouchi, Ben Belkacem, Messibah, Sahli, Mama, Chebira, Djemai, Kouidri, Habbés. Entraineur : Chebira.
- 1974-1975, vainqueur de la Coupe d'Algérie : Farfar, Saiki, Amara, O. Baghdadi, H. Baghdadi, Azzeddine Bouzrar, Farouk Bouzrar, Driss Lamdjadani, Ali Akacha, Yazid, Djemai, Sahli. Entraineur : Serbu.
- 1975-1976, Champion d'Algérie et finaliste de la Coupe d'Algérie : Ahmed Farfar, Aït Salem, Yazid, Derdour, Azzedine Bouzrar, Farouk Bouzrar, Amara, Saiki, Ali Akacha, Baghdadi, Benabdellah. Entraîneur : Chebira.
- 1976-1977, Champion d'Algérie et vainqueur de la Coupe d'Algérie: Ahmed Farfar, Yazid, Azzedine Bouzrar, Farouk Bouzrar, Ali Akacha, Amara, Driss Lamdjadani, Berguel, Aït Khaled, Hebri, Benabdellah, Hebri, Aït Khaled. Entraineur : Chebira.
- 1978-1979, Champion d'Algérie : Ahmed Farfar, Azzedine Bouzrar, Farouk Bouzrar, Ali Akacha, Amara, Berguel, Hebri.
- 1979-1980, Champion d'Algérie : Ahmed Farfar, Mourad Boussebt, Aliou, Bergheul, Hammouche, Amara, Farouk Bouzrar, Kheraifia, Salah Bouchekriou, Abdeslam Benmaghsoula, Ali Akacha, Hebri. Entraîneur : Ben Belkacem.
- 1980-1981, vainqueur de la Coupe d'Algérie : Ahmed Farfar, Mourad Boussebt, Abdeslam Benmaghsoula, Aliou, Farouk Bouzrar, Ali Akacha, Hammouche, Hebri, Salah Bouchekriou, Kheraifia, Amara, Berguel. Entraineur : Ben Belkacem.
- 1985-1986, Champion d'Algérie et finaliste de la Coupe d'Algérie : Mourad Boussebt, Hadj Kouidri, Salah Bouchekriou, Tamallah, Moussaoui, Kheraifia, Aït Mehdi, Ben Hadadi, Azeddine Bouzrar, Abdeslam Benmaghsoula, Berghul, Besni. Entraîneur : Farouk Bouzrar.
- 1987-1988, vainqueur de la Coupe d'Algérie : Mourad Boussebt, Bachir Dib, Benhamouda, Moussaoui, Aït Mehdi, Hedjazi, Besni, Salah Bouchekriou, Chouchaoui, Kheraifia, Rabah Gherbi, Khalfallah. Entraineur : Farouk Bouzrar.
- 1988-1989, vainqueur de la Coupe d'Afrique des vainqueurs de coupe : Mourad Boussebt (GB), Dib (GB), Hamdani (GB), Benhamouda, Kerraz, Salah Bouchekriou, Aït Mehdi, Mustapha Doballah, Chouchaoui, Behiray  Mokrane, Rabah, Khalfallah, Abdeslam Benmaghsoula, Moussaoui, Hedjazi, Kheraifia. Entraineur : Farouk Bouzrar.
- 1989-1990, vainqueur de la Coupe d'Afrique des vainqueurs de coupe et Champion d'Algérie : Rachid Cherih...
- 1995-1996, Champion d'Algérie et vainqueur de la Coupe d'Algérie : Rachid Cherih...
- 2003-2004, finaliste de la Coupe d'Algérie : Kherbouche, El-Hadef, Lamine Sahli, Oulmane Mohamed, Rafik Sahli, Khaled Oulmane, Kessah, Hadjaidji, Hammour, Hassina, Amiche, Khiari, Ait-Chérif, Chetouh. Entraîneurs : Rachid Cherih, Amoura